# Regatta

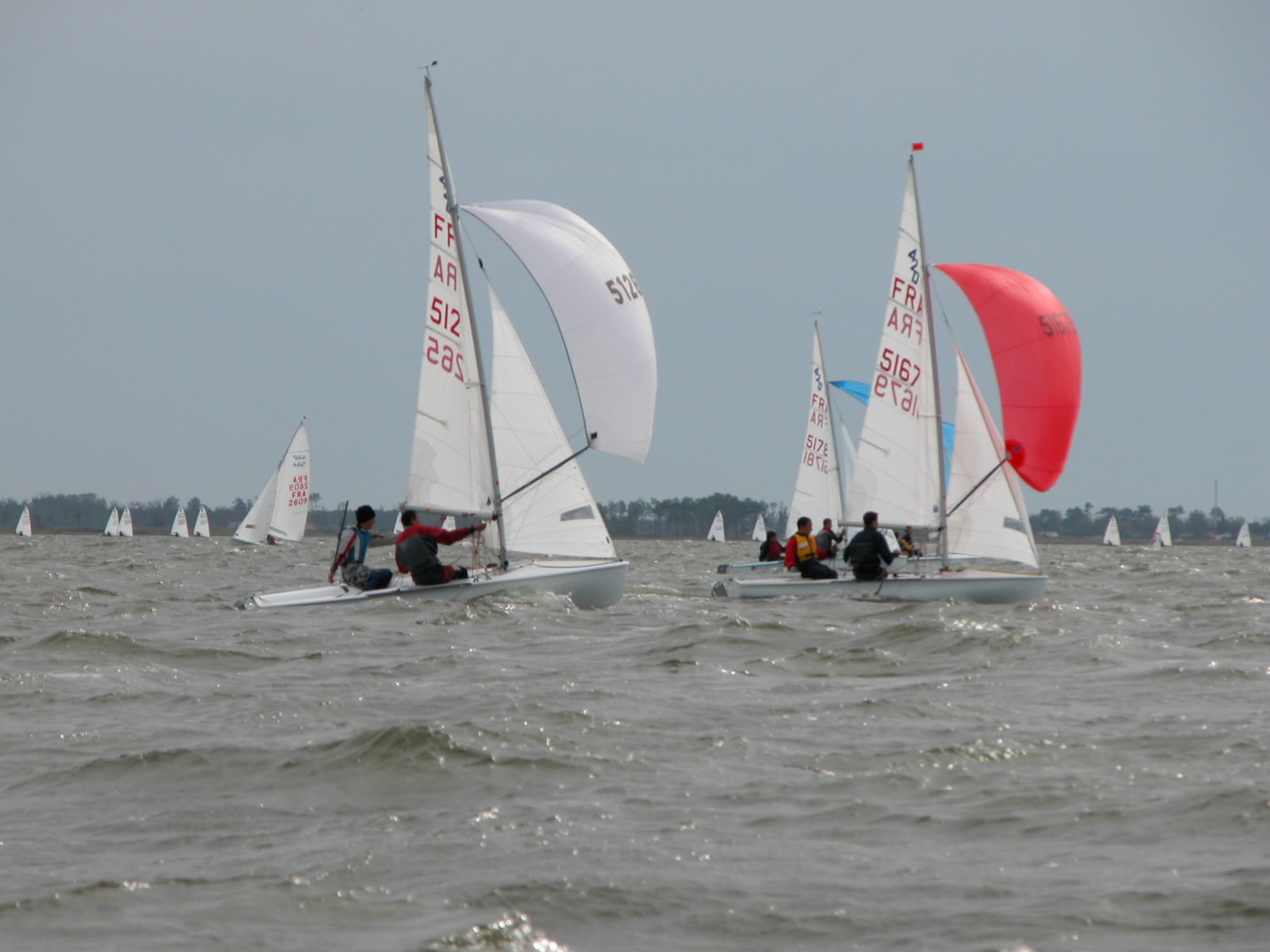
Zeilregatta op het meer van Hourtin

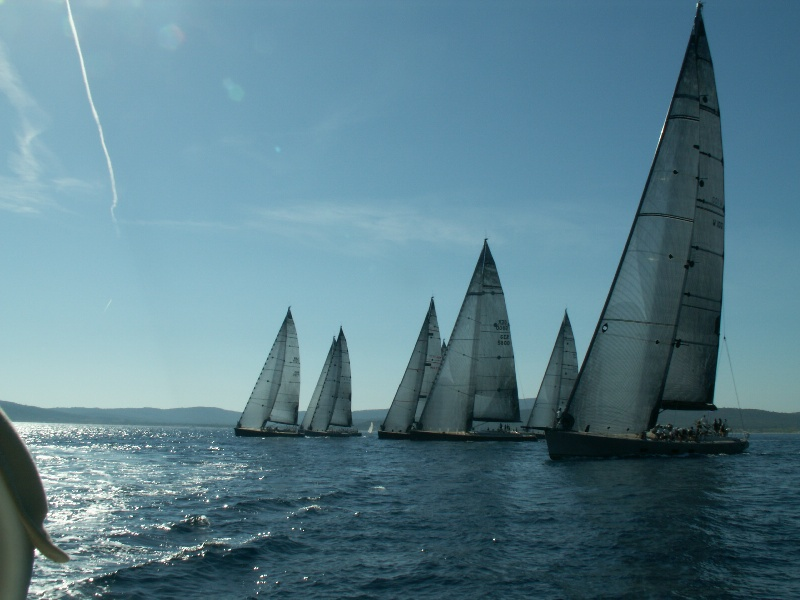
Zeilregatta te Saint-Tropez in 2007

Een regatta is een race voor boten. Dit kan slaan op zeilen, windsurfen, roeien of kajak (of soortgelijke als de umiak en de baidara).

## Geschiedenis
De benaming stamt uit de 13de eeuw. Toen hielden gondeliers in Venetië elk jaar de regata storica: een race tussen gondels op het Canal Grande vanaf de Piazza San Marco. Dit gebeurt nu nog op de eerste zondag van september. Vanaf de 18e eeuw kwam het woord in gebruik voor alle bootraces.

## Zeilregatta
Zeilregatta's kunnen ofwel voor een bepaald type boot gehouden worden, ofwel gemengd met een handicapsysteem. De baan kan heen en weer zijn, of een driehoek, of een trapeze. Het eerste rak ligt altijd tegen de wind in, zodat de boten moeten opkruisen en er meer plaats is. De hoekpunten van de baan worden met boeien gemarkeerd. De start is meestal vliegend: de boten mogen een denkbeeldige lijn tussen de startboei en de startboot pas overschrijden na een geluid- en vlagsignaal.
Een beroemde regatta tussen twee zeiljachten is de America's Cup.

## Roeiregatta
Een roeiregatta wordt gehouden voor verschillende types boot, leeftijdscategorieën, dames of heren, en met of zonder stuurman. Zo bestaan de volgende variaties:
- 1x: Eén roeier met twee riemen (skiff)
- 2x: Dubbeltwee: twee roeiers met elk twee riemen
- 2-: Twee zonder stuurman: twee roeiers, elk één riem
- 4-: Vier zonder stuurman: vier roeiers, elk één riem
- 4+: vier met stuurman: vier roeiers elk één riem, en een stuurman
- 8+: Acht met stuurman: acht roeiers, elk één riem, en een stuurman

De stuurman/-vrouw is meestal een lichte persoon. Hij/zij bedient het roer en kijkt vooruit, terwijl de roeiers achteruit kijken. Er worden ook verschillende afstanden gevaren, van 250 m tot 6779 meter, altijd op een recht stuk. De banen worden gemarkeerd met boeien.
Beroemd is The Boat Race op de Theems over 6779 meter tussen de universiteiten van Oxford en Cambridge die sinds 1856 gehouden wordt. Er zijn ook marathons over langere afstanden of over 24 uur. De langste regatta is de Atlantic Race over 4727 km langs de route van Christoffel Columbus. De oudste roeiwedstrijd van Noord-Amerika is de Royal St. John's Regatta in de Canadese stad St. John's. Deze is ook uitzonderlijk vanwege het feit dat de roeiers halverwege de afstand een boei moeten ronden en moeten terugroeien.

## Kajakregatta
Regatta's voor kajak verlopen zoals regatta's voor roeiboten. Er zijn klassen voor boten van 1, 2, 4 en zelfs 8 personen. De afstanden gaan van 200 meter tot 6000 meter.

## Windsurfregatta
Regatta's voor windsurfen verlopen zoals zeilregatta's.